# Anacamptodon marginatus
Anacamptodon marginatus là một loài Rêu trong họ Fabroniaceae. Loài này được (Dixon) W.R. Buck miêu tả khoa học đầu tiên năm 1980.